# Martin Mucha
Martin Mucha je spoluzakladatel a výkonný ředitel (CEO) společnosti Gobii.com, která přinesla newyorskému realitnímu trhu průkopnický software. Díky svému inovátorství se společnosti Gobii.com podařilo v roce 2020 dostat na přední příčky ve svém oboru.

## Vzdělání
Studoval jazyky na Vídeňské univerzitě, v rámci letních výměnných programů se rozhodl věnovat asijské kultuře, politice a ekonomice. V roce 2008 vycestoval do Číny, kde absolvoval kurz na Pekingské univerzitě i Univerzitě Fu-tan. V roce 2012 dokončil studia na prestižní škole Lauder Business School a v roce 2016 potom absolvoval několik dlouhotrvajících kurzů na Harvardově univerzitě, primárně zaměřených na management, finance a teorii her.

## Kariéra
Několik roků pracoval v Rakousku na projektech ADSI (Austrian Drug Screening Institute). Do New Yorku se potom dostal v roce 2012, a to díky stáži u investiční firmy Somerset Partners. Ta mu následně nabídla pozici Viceprezidenta strategického plánování, v rámci níž se podílel na akvizicích komerčních nemovitostí v hodnotě několika miliard amerických dolarů. Poté se stal součástí investičního fondu Cerco, který patří rakousko-americkému podnikateli Peteru Cervinkovi.
V roce 2016 založil s partnery technologickou společnost. V současné době se podílí i na tvorbě a výstavbě americko-kanadské digitální infrastruktury, kterou již využívá přes 115 000 realitních profesionálů. Setkáte se s různými názvy této infrastruktury, a to s ohledem na trh, kde působí. V Kanadě REALM a například v New Yorku se projekt historicky nazýval Igluu, k přejmenování došlo z důvodu tamní kulturní senzitivity – nově se v amerických médiích prezentuje pod názvem Gobii.
V rámci Evropy se však setkáváme právě s původním názvem Igluu. Na český trh se tato technologie dostává díky spolupráci s ČSOB, s níž se v roce 2021 radil při založení joint venture a evropské strategii vstupu na trh. Platforma Igluu propojuje klasický trh nemovitostí se světem sociálních médií a digitálních nástrojů vhodných pro realitní makléře i zájemce o vlastní bydlení. 
Igluu bylo nominováno a v roce 2021-22 reprezentovalo Českou republiku v rámci celosvětové Dubai World EXPO. V listopadu 2022 Igluu reprezentovalo Prahu v rámci Barcelona Smart City World Congress.

## Filantropie
Martin Mucha se zaměřuje na tři hlavní oblasti – vzdělání, udržitelnost (ESG, SDG), věda a výzkum. Je aktivním členem Brookings, do kterého se připojil na doporučení svého mentora Ezra Zilkhy. Přednáší rovněž na Fordham University a Roanoke College v oblastech business, finance a inovace. Do srpna 2020 zastával pozici pokladníka pro fond AFCSLS (American Fund for Czech and Slovak Leadership Studies).